# Meridijani
Meridijani su hrvatska nakladnička kuća iz Samobora, specijalizirana za naslove iz područja povijesti i geografije. 

## Povijest
Utemeljio ju je Dragutin Feletar 1993. godine pod nazivom Nakladna kuća "Dr. Feletar". Samostalno je prestala djelovati 2001. godine. Sljednik njezinoga izdavačkog programa bio je Hrvatski zemljopis, a od 2002. godine djeluje pod nazivom Meridijani.

## Djelatnost
Uz časopis Meridijani objavljuje školske udžbenike iz povijesti i zemljopisa te znanstvene časopise Podravina, Ekonomska i ekohistorija i Donjomeđimurski zbornik. Urednica i direktorica kuće je Petra Somek.

## Vanjske poveznice
Mrežna mjesta
- www.meridijani.com, službeno mrežno mjesto